# Johannes Cornelis van Essen

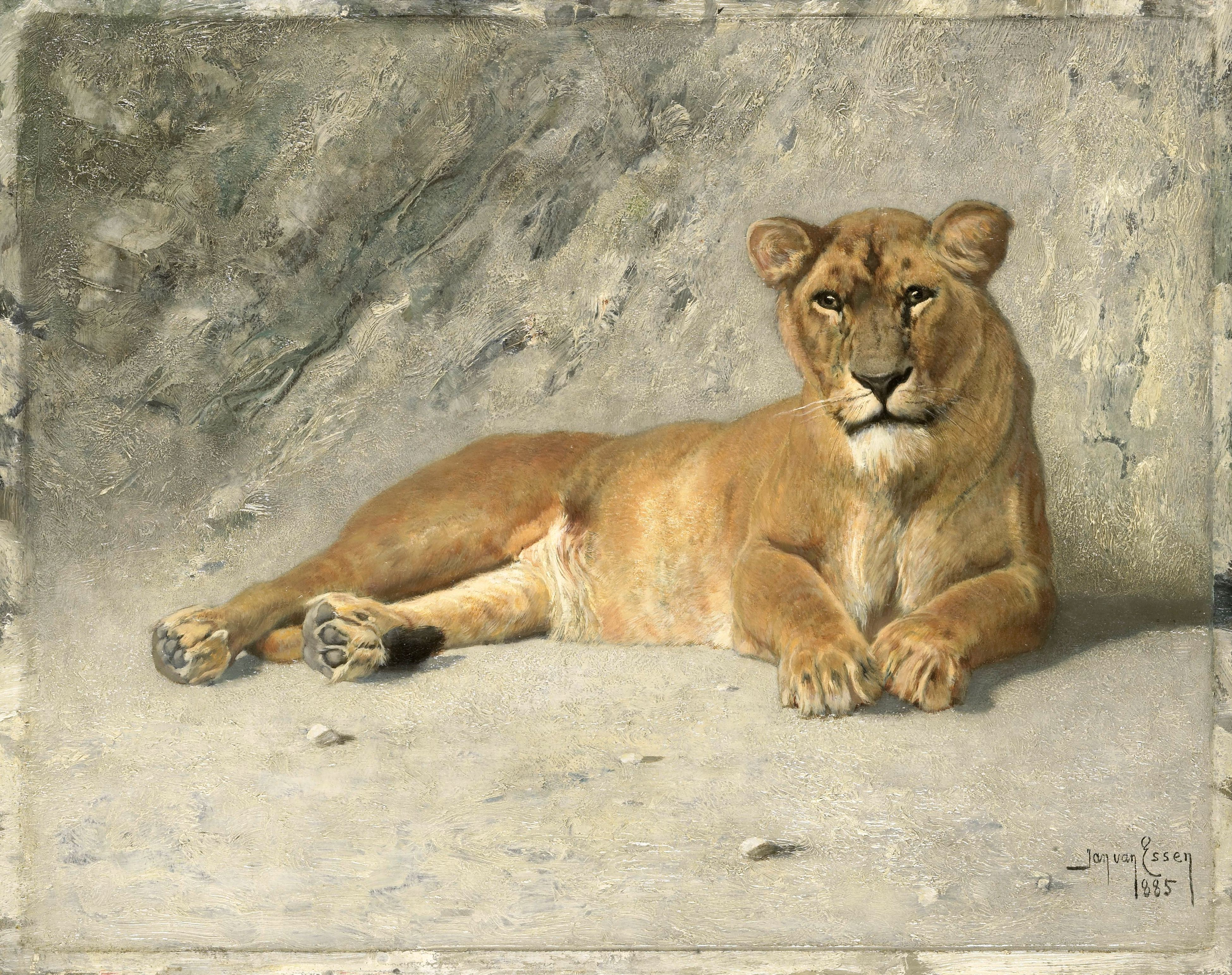
Ruhende Löwin

Johannes Cornelis van Essen (* 25. Januar 1854 in Amsterdam; † 23. Mai 1936 in Scherpenzeel) war ein niederländischer Tiermaler, Grafiker und Illustrator sowie Radierer und Lithograf.
Van Essen war Schüler von Petrus Franciscus Greive (1811–1872) und Hendrik Valkenburg (1826–1896). In seiner Anfangszeit malte er hauptsächlich Porträts und Landschaften. Unter dem Einfluss des englischen Tiermalers und Bildhauers John Macallan Swan (1846–1910) widmete er sich um 1885 der Tiermalerei, besuchte oft den Amsterdamer Artis Tiergarten, wo er besonders Löwen und große Vögel malte.
Er lebte und arbeitete in Amsterdam, ab 1879 in Arnhem, von 1892 bis 1898 in Scherpenzeel, von 1899 bis 1913 in Den Haag, und dann wieder in Scherpenzeel.
Er war Mitglied von „Arti et Amicitiae“ in Amsterdam. Bernard de Hoog (1866–1943) war sein Schüler.
Seine Arbeiten befinden sich unter anderem im Teylers Museum in Haarlem, im Stedelijk Museum Amsterdam, im Rijksmuseum Amsterdam.